# Пароль — «Готель Регіна»
Пароль — «Готель Регіна» — радянський художній фільм 1983 року, знятий на кіностудії «Узбекфільм».

## Сюжет
Двадцяті роки. Завдання чекістів, які ведуть боротьбу з бандою контрреволюціонерів Туркестану, ліквідувати змову ТВО (Туркестанская військова організація), яка об'єднує колишніх царських офіцерів, басмачів і англійських інтервентів. Чекіст Расул Хусанбеков під виглядом мільйонера Курбасова, що ненавидить радянську владу, входить в довіру до генерала Красовського — і зараховується в загін ТВО…

## У ролях
- Мурад Раджабов — Расул Хусанбеков (Юсуп Курбанов)
- Віктор Павлов — Геннадій Парфенович Проценко
- Леонід Кулагін — Красовський (Інокентій Васильович Марков)
- Світлана Коркошко — Майя Барановська
- Тамара Шакірова — Холнісо
- Юрій Гусєв — Корнієнко
- Віктор Шульгін — Родіонов
- Сергій Піжель — Кондратович (озвучив Володимир Ферапонтов)
- Борис Новиков — Семен Соловейчик
- Саїдкаміль Умаров — Гафуров (озвучив Олексій Сафонов)
- Борис Хімічев — Вадим Іванович Туманов
- Хамза Умаров — Юлдаш Урунбаєв (озвучив Юрій Саранцев)
- Ігор Класс — Коровін
- Борис Хмельницький — Ларіонов
- Леонід Ярмольник — чекіст на вокзалі
- Андрій Градов — чекіст в поїзді
- Шухрат Іргашев — Бурнашев
- Шаріф Кабулов — Амін Карієв (озвучив Олексій Панькин)
- Фархад Хайдаров — Вахоб
- Тургун Азізов — Мірзакарімбай (озвучив Фелікс Яворський)
- Михайло Калинкин — Прохоров
- Рустам Тураєв — Шамсієв
- Володимир Голованов — епізод
- Валерій Кольцов — епізод
- Закір Мумінов — епізод
- Тухтасин Мурадов — епізод
- Володимир Привалов — епізод
- Віктор Ремізов — епізод
- Володимир Теппер — епізод
- Шухрат Умаров — епізод
- Ахмаджон Унарбаєв — епізод
- Алішер Ергашев — епізод
- Олександр Дубровін — епізод
- Василь Циганков — заарештований контрреволюціонер
- Назрулла Саїбов — епізод

## Знімальна група
- Режисери — Юлдаш Агзамов, Зіновій Ройзман
- Сценаристи — Артур Макаров, Михайло Мелкумов
- Оператори — Ергаш Агзамов, Мирон Пенсон
- Композитор — Руміль Вільданов
- Художник — Кахрамон Нурітдінов